# Municipio de Nopalucan
El municipio de Nopalucan (del nahuatl: nopalli, lotl, can ‘nopal, anexo, lugar’‘lugar de la nopalera’) es uno de los 217 municipios que conforman al estado mexicano de Puebla. Su cabecera es la ciudad de Nopalucan de la Granja. Es reconocido porque en él se instaló la primera línea telegráfica de México en 1851, esto debido a la intervención de Juan de la Granja, en cuyo honor la cabecera del municipio es nombrada.

## Historia
Los primeros asentamientos en el municipio datan del 9000 a.c., siendo la población de Nopalucan la más antigua conocida, esta población se estableció definitivamente en el siglo XI d.c.. En 1531 el pueblo fue incorporado al primer corregimiento de Tlaxcala, y en 1535 Nopalucan fue entregado como pueblo de encomienda. En 1600 fue anexado a la alcaldía mayor de Tepeaca.
En el año de 1691 se pone la primera piedra para construir la Iglesia en honor a Santiago Apóstol.
En 1692 nace el obispo Juan Merlo de la Fuente, nativo de Nopalucan.
La iglesia de Santiago Apóstol es terminada en mayo de 1711.
A mediados del siglo XVI, llega la Virgen de la Soledad junto al Cristo Grande de la Preciosa Sangre a Nopalucan.
Narra la leyenda que estas imágenes iban con rumbo a la Ciudad de México, pero las fuertes lluvias hicieron que los encargados de las imágenes descansaran en Nopalucan, al siguiente día seguían su camino, pero las imágenes ya no pudieron levantarse. Finalmente fueron donadas a la Iglesia del pueblo.
En 1789 los habitantes de Nopalucan observan en el cielo una Aurora Boreal, les genera impresión y espanto. El párroco de esa época trata de calmar a la población.
El 12 de agosto de 1814, nace en Nopalucan María Antonia Bretón, esposa del primer Presidente de México, Guadalupe Victoria.
En 1831, está de paso por el pueblo, Antonio López de Santa Anna pide al párroco de Nopalucan combatir a los conservadores desde la bóveda del templo, pero este se niega. López de Santa Ana entiende y pide ayuda a la Virgen de la Soledad.
El 5 de noviembre de 1834 fue instalada la primera línea de telégrafo en México, que conectaba al municipio de Nopalucan con la Ciudad de México. En 1851 fue instalado igualmente el primer teléfono de México en este lugar, con la misma conexión.
En 1856 El pbro. Faustino Durán de Huerta manda a construir la Capilla de la Virgen de la Soledad.
En 1862,Ignacio Zaragoza escribe cartas al presidente Benito Juárez desde uno de sus cuarteles en Nopalucan en el corral de San Gabriel, hoy Escuela Primaria 24 de febrero.
En el año de 1864 descansan en el antiguo curato, el Emperador Maximiliano y la Emperatriz Carlota de Bélgica.
Se festeja la primera feria a la Virgen de la Soledad en el año de 1886.
Durante la Revolución Mexicana, el General Francisco Villa está de paso en Nopalucan.
En el año de 1920 Venustiano Carranza desciende del tren en las orillas de Nopalucan.
En 1925, el párroco Isaac González, instala el Reloj Público en el Templo Parroquial.

## Geografía
El municipio se encuentra a una altitud promedio de 2480 m s. n. m. y abarca un área de 168.38 km². Colinda al oeste con el municipio de Acajete, al sur con el municipio de Tepeaca y el municipio de Acatzingo, al este con Soltepec, el municipio de Rafael Lara Grajales y el municipio de Mazapiltepec de Juárez, y al norte con el estado de Tlaxcala.

## Demografía
De acuerdo al último censo, realizado por el INEGI en 2020, en el municipio hay una población total de 32 772 habitantes, lo que le da una densidad de población aproximada de 162 habitantes por kilómetro cuadrado.